# Mário Pinto de Andrade
Mário Coelho Pinto de Andrade (Golungo Alto, 21 de agosto de 1928 - Londres, 26 de agosto de 1990) foi um filólogo, sociólogo, ensaísta, militar, teórico e ideólogo anticolonial angolano, que foi um dos membros-fundadores do Movimento Popular de Libertação de Angola (MPLA).
Mantinha o pseudónimo lietrário de Buanga Felé, e é considerado o patrono da sociologia angolana.

## Biografia
Nasceu em Golungo Alto no dia 21 de agosto de 1928. É filho de José Cristino Pinto de Andrade e de Ana Rodrigues Coelho. Sua família era de funcionários públicos e da pequena burguesia urbana angolana.
Em 1930 foi para Luanda, onde fez os estudos primários no Seminário de Luanda e concluiu, em 1948, os estudos secundários no Colégio das Beiras. Chegou a trabalhar, por um curto período em Luanda, como professor de latim e português. Durante o período de estudos em Luanda inseriu-se, rapidamente, nos grupos nacionalistas da Liga Nacional Africana, conhecendo a Gervásio Viana, Manuel Bento Ribeiro, André "Mongone" Mingas e Ilídio Machado, vindo a conhecer Viriato da Cruz, que se tornaria um grande amigo.
Partiu para Lisboa, em 1948, para estudar filologia clássica na Faculdade de Letras da Universidade de Lisboa. Juntamente com outros estudantes e intelectuais de países africanos lusófonos, como Agostinho Neto, Lúcio Lara, Amílcar Cabral e Francisco José Tenreiro, criou o Centro de Estudos Africanos, em 1951, com o objectivo de reflectir sobre problemáticas importantes de África.
Em 1954 partiu para o exílio em Paris, onde conheceu outros círculos africanos, relacionando-se com Léopold Senghor, Nelson Mandela, entre outros. Foi chefe de redacção, entre 1951 e 1958, da conceituada revista Présence Africaine e, em 1956, participou no 1º Congresso de Escritores e Artistas Negros, tendo, três anos mais tarde, tomado parte no 2º Congresso, em Roma.
Na década de 1950, tornou-se activista político e exerceu o cargo de presidente do MPLA entre 1959 e 1960. Entre 1960 e 1962 alterna com Agostinho Neto e Viriato da Cruz no comando do partido.
Dedicou-se, no entanto, ao estudo de sociologia e à actividade de diversas publicações antológicas e de obras literárias. Assim, publicou Antologia da Poesia Negra de Expressão Portuguesa (1958), La Poésie Africaine d'Expression Portugaise (1969), Amilcar Cabral: Essai de Biographie Politique (1980), As origens do Nacionalismo Africano (1997), entre muitos outros.
Por ser considerado um dos mais importantes ensaístas angolanos do século XX e tendo sido o primeiro africano de língua portuguesa a elaborar textos críticos e estético-doutrinários sobre a poesia africana lusófona, o Ministério da Cultura de Angola decidiu criar o Prémio de Ensaio Literário Mário Pinto de Andrade.
Rompeu com o MPLA, juntamente com outros grandes militantes como Joaquim Pinto de Andrade e Gentil Ferreira Viana, durante a "Revolta Activa". Depois do rompimento nunca mais retornou aos quadros do partido.
Em 26 de agosto de 1990, Mário de Andrade faleceu em Londres.